# Conde Marcelino
Conde Marcelino (em latim: Marcellinus Comes) foi um cronista bizantino ativo no século VI. Nasceu na Ilíria, talvez perto de Escópia. Após ir a Constantinopla em busca de fortuna, serviu o imperador Justiniano (r. 527–565) como cancelário antes de sua ascensão em 527 e depois recebeu o posto de conde e o título de homem claríssimo. Tais honrarias podem ter sido decorrentes de sua escrita. Fez uma crônica que se inicia em 379 e vai até 518, continuando a obra de Jerônimo, e que depois recebeu dois acréscimos, um até 534 e outro até 548, sendo que o segundo não é de sua autoria. A obra favorece a visão do Império Bizantino e seu foco é Constantinopla. O oficial Cassiodoro, que recomenda sua crônica como uma das melhores continuações de Jerônimo, afirma que escreveu outras duas obras, hoje perdidas: A Descrição de Constantinopla e Jerusalém e Da Natureza das Eras e das Localizações dos Sítios.